# Leichtathletik-Europameisterschaften 2006/50 km Gehen der Männer

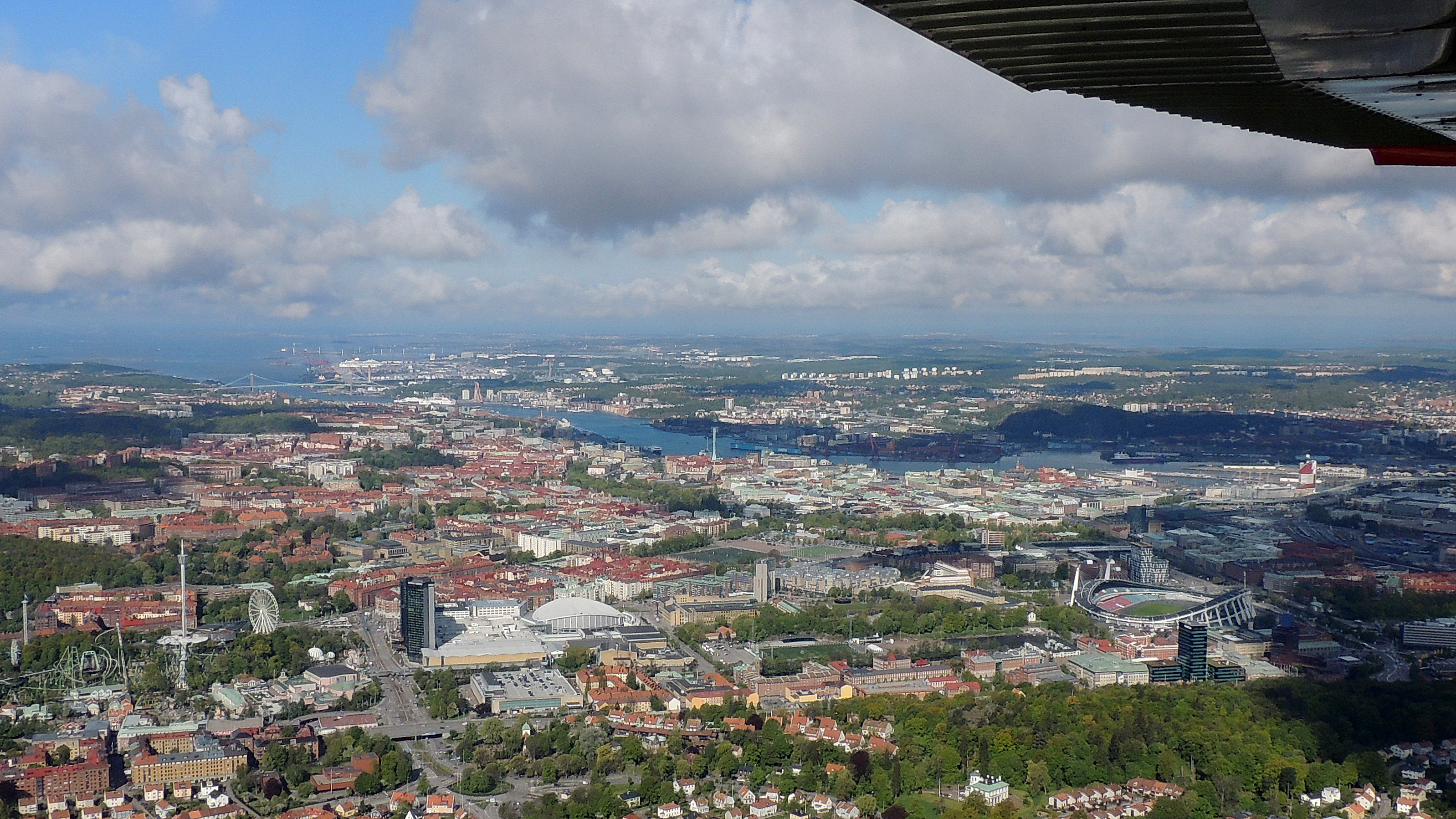
Blick auf Göteborg im Jahr 2015

Das 50-km-Gehen der Männer bei den Leichtathletik-Europameisterschaften 2006 wurde am 10. August 2006 in den Straßen der schwedischen Stadt Göteborg ausgetragen.
Europameister wurde der Franzose Yohann Diniz. Den zweiten Rang belegte der spanische Vizeweltmeister von 1997 und 2001 sowie EM-Dritte von 2002 Jesús Ángel García. Bronze ging an den Russen Juri Andronow.

## Bestehende Rekorde
Anmerkung:

Eigentlich wurde die früher bestehende Praxis, Rekorde im Marathonlauf und Straßengehen wegen der unterschiedlichen Streckenbeschaffenheiten mit Ausnahme von Meisterschaftsrekorden nicht zu führen, seit dem Jahr 2003 nicht mehr angewendet. Allerdings galt dies wegen der Streckenführung nicht für Nischegorodows Leistung. Den offiziellen Weltrekord hatte der Pole Robert Korzeniowski mit 3:36:03 h am 27. August 2003 bei den Weltmeisterschaften in Paris aufgestellt.
| Weltbestzeit         | 3:35:29 h | Denis Nischegorodow | Tscheboksary, Russland       | 14. Juni 2004   |
| Europabestzeit       | 3:35:29 h | Denis Nischegorodow | Tscheboksary, Russland       | 14. Juni 2004   |
| Meisterschaftsrekord | 3:40:55 h | Hartwig Gauder      | EM Stuttgart, BR Deutschland | 31. August 1986 |

Der bestehende EM-Rekord wurde bei diesen Europameisterschaften nicht erreicht. Mit seiner Siegerzeit von 3:41:39 h blieb der französische Europameister Yohann Diniz 44 Sekunden über dem Rekord. Zur Welt- und Europabestzeit fehlten ihm 6:10 min.

## Durchführung
Hier gab es keine Vorrunde, alle 28 Geher traten gemeinsam zum Finale an.

## Legende
Kurze Übersicht zur Bedeutung der Symbolik – so üblicherweise auch in sonstigen Veröffentlichungen verwendet:
| DNF | Wettkampf nicht beendet (did not finish) |
| DSQ | disqualifiziert                          |

## Ergebnis

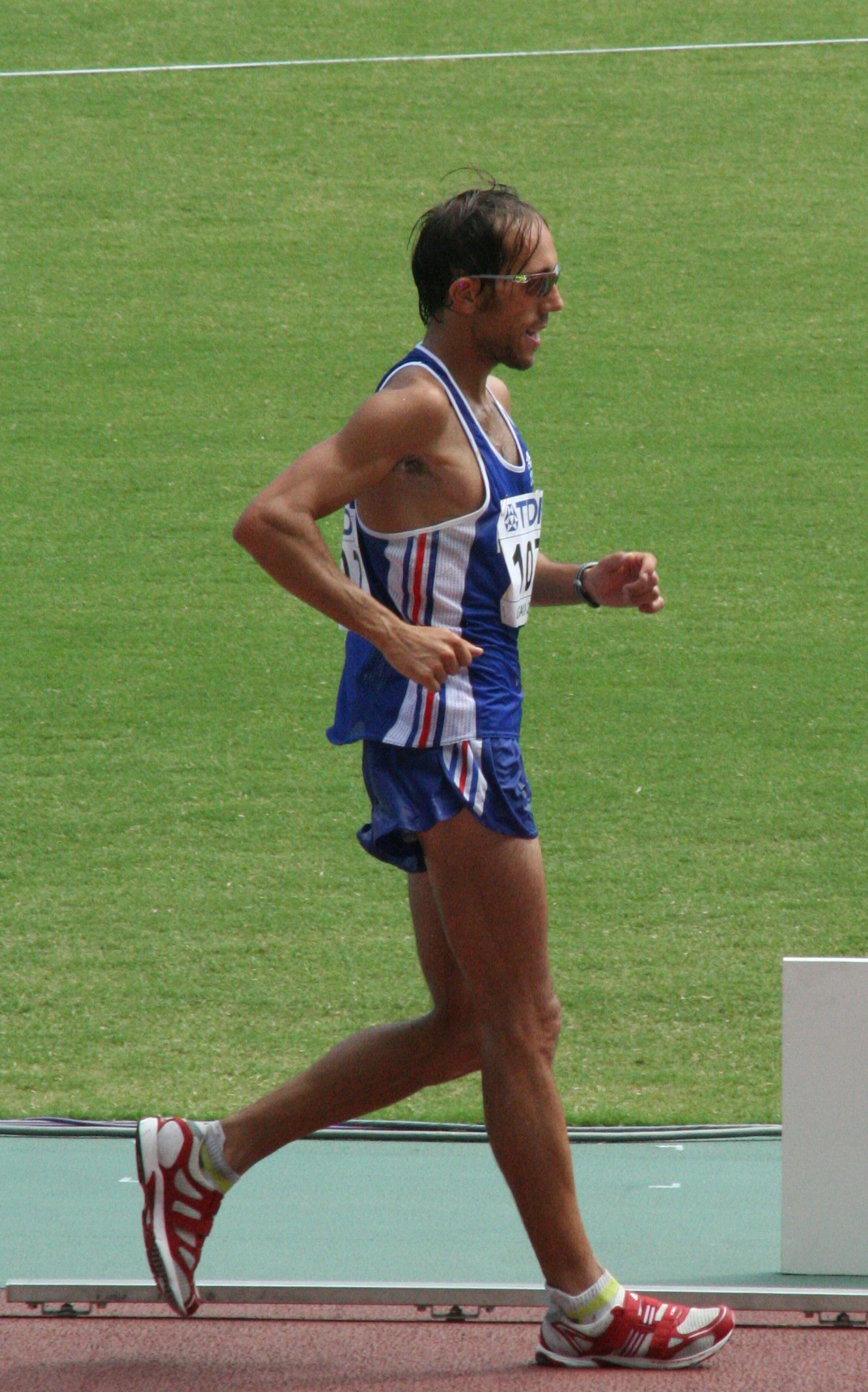
Yohann Diniz errang seinen ersten von drei EM-Titeln – 2007 wurde er Vizeweltmeister
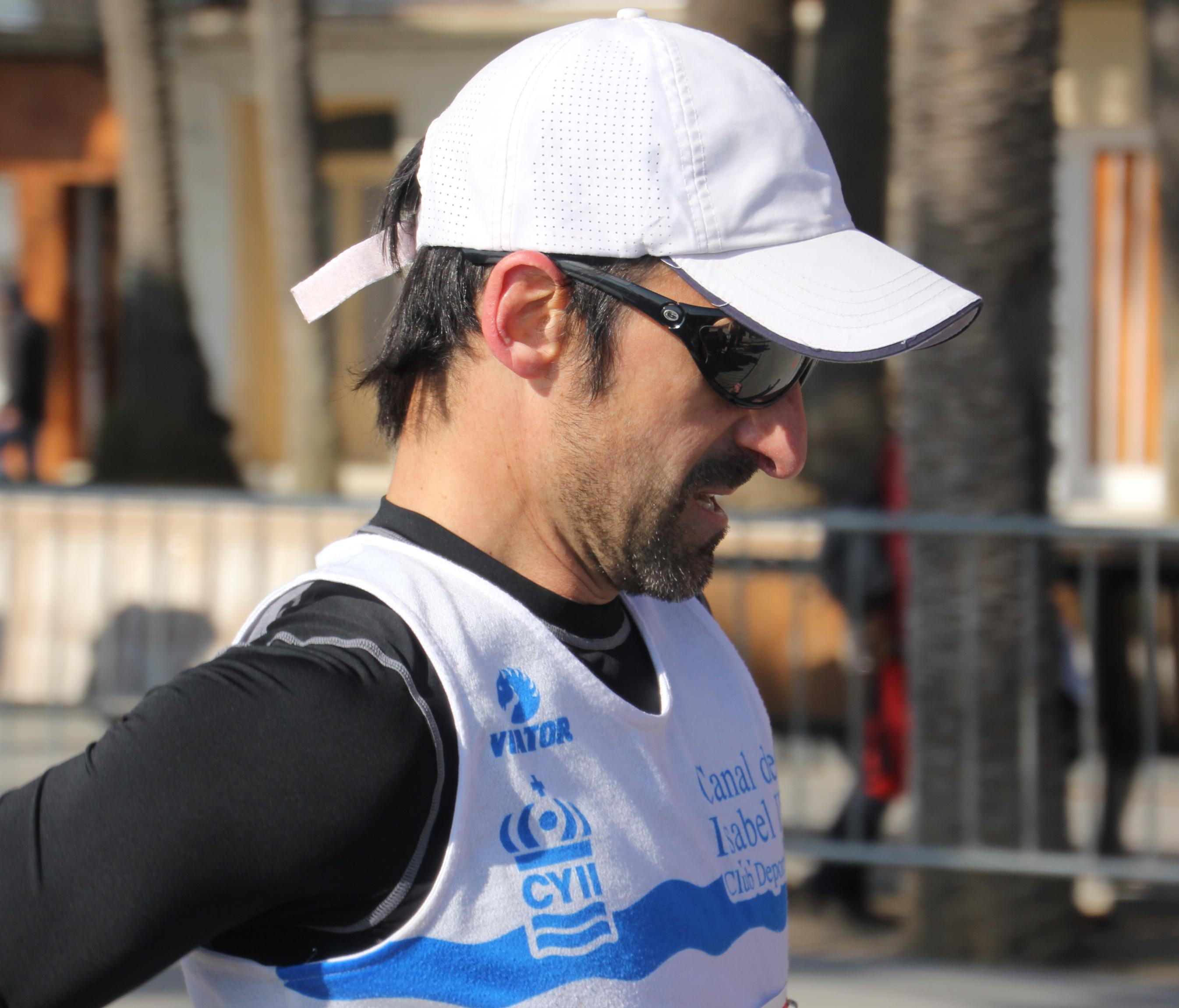
Vizeeuropameister Jesús Ángel García, 1997 und 2001 jeweils Vizeweltmeister sowie EM-Dritter von 2002 – 2009 noch einmal mit WM-Bronze belohnt

10. August 2006, 9:40 Uhr
| Platz | Name                  | Nation     | Zeit (h) |
| ----- | --------------------- | ---------- | -------- |
| 1     | Yohann Diniz          | Frankreich | 3:41:39  |
| 2     | Jesús Ángel García    | Spanien    | 3:42:48  |
| 3     | Juri Andronow         | Russland   | 3:43:26  |
| 4     | Trond Nymark          | Norwegen   | 3:44:17  |
| 5     | Mikel Odriozola       | Spanien    | 3:46:34  |
| 6     | Roman Magdziarczyk    | Polen      | 3:47:37  |
| 7     | Marco De Luca         | Italien    | 3:48:08  |
| 8     | Peter Korčok          | Slowakei   | 3:51:16  |
| 9     | Wladimir Kanaikin     | Russland   | 3:51:51  |
| 10    | Grzegorz Sudoł        | Polen      | 3:53:33  |
| 11    | Diego Cafagna         | Italien    | 3:55:22  |
| 12    | Fredrik Svensson      | Schweden   | 3:56:15  |
| 13    | Ingus Janevičs        | Lettland   | 3:56:32  |
| 14    | Jarkko Kinnunen       | Finnland   | 3:56:54  |
| 15    | David Boulanger       | Frankreich | 3:57:08  |
| 16    | Andrei Stsepanchuk    | Belarus    | 3:57:27  |
| 17    | Kamil Kalka           | Polen      | 4:01:28  |
| 18    | Uģis Brūvelis         | Lettland   | 4:02:03  |
| 19    | Jorge Costa           | Portugal   | 4:03:48  |
| 20    | Antonio Pereira       | Portugal   | 4:07:46  |
| 21    | Miloš Holuša          | Tschechien | 4:12:11  |
| DNF   | José Alejandro Cambil | Spanien    |          |
| DNF   | Alex Schwazer         | Italien    |          |
| DNF   | Antti Kempas          | Finnland   |          |
| DNF   | Pedro Martins         | Portugal   |          |
| DNF   | Aleksandar Raković    | Serbien    |          |
| DSQ   | Eddy Riva             | Frankreich |          |
| DSQ   | Denis Nischegorodow   | Russland   |          |

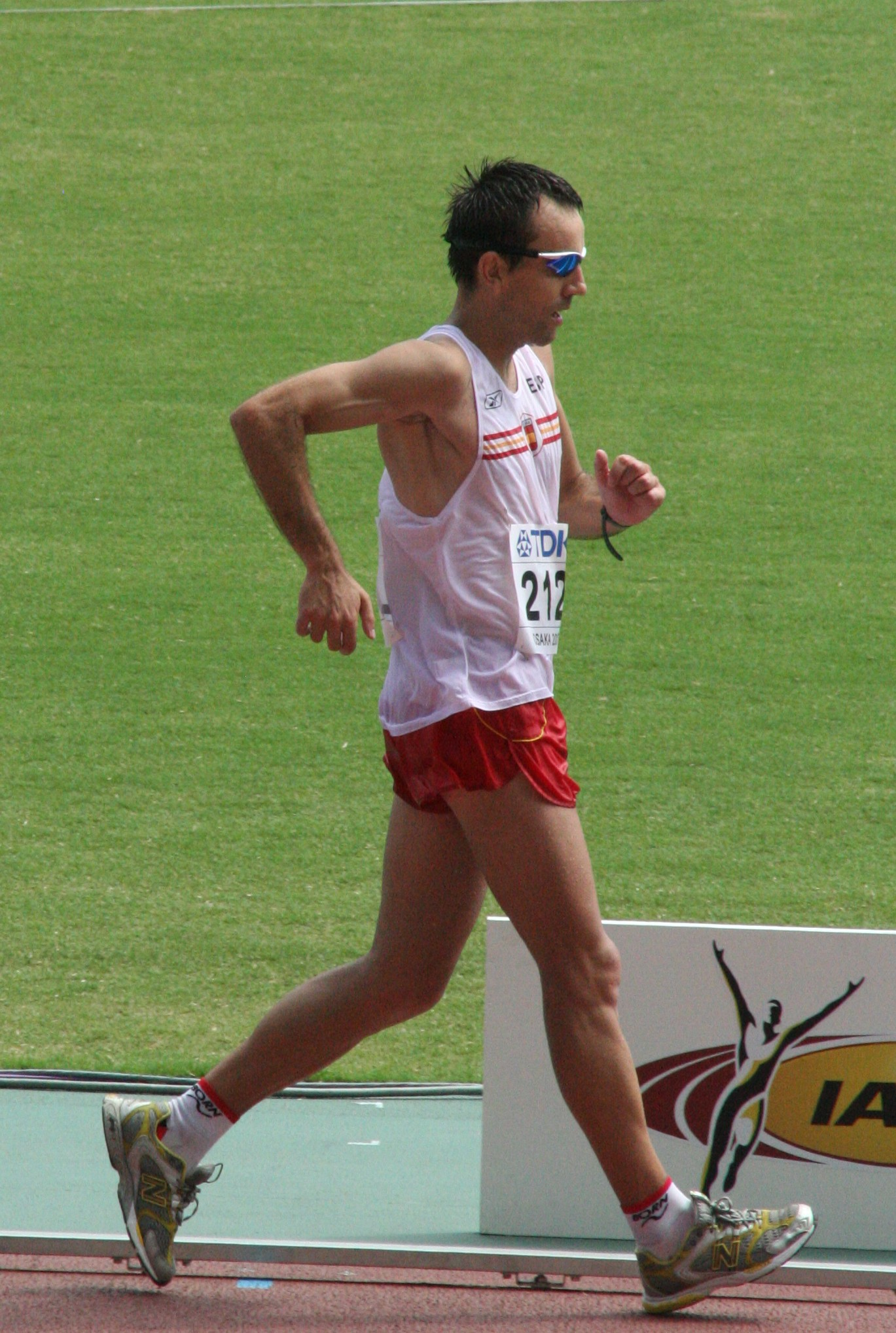
Platz fünf für Mikel Odriozola
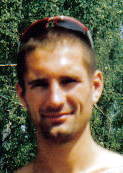
Der sechstplatzierte Roman Magdziarczyk

Der Norweger Trond Nymark legte ein schnelles Tempo vor und das Feld fiel rasch auseinander. Bis wenige Kilometer vor dem Ziel hielt der Norweger die Führung, wurde dann jedochnacheinander von den drei späteren Medaillengewinnern überholt. Yohann Diniz sorgte mit seinem Sieg für die erste Goldmedaille eines französischen Gehers überhaupt.

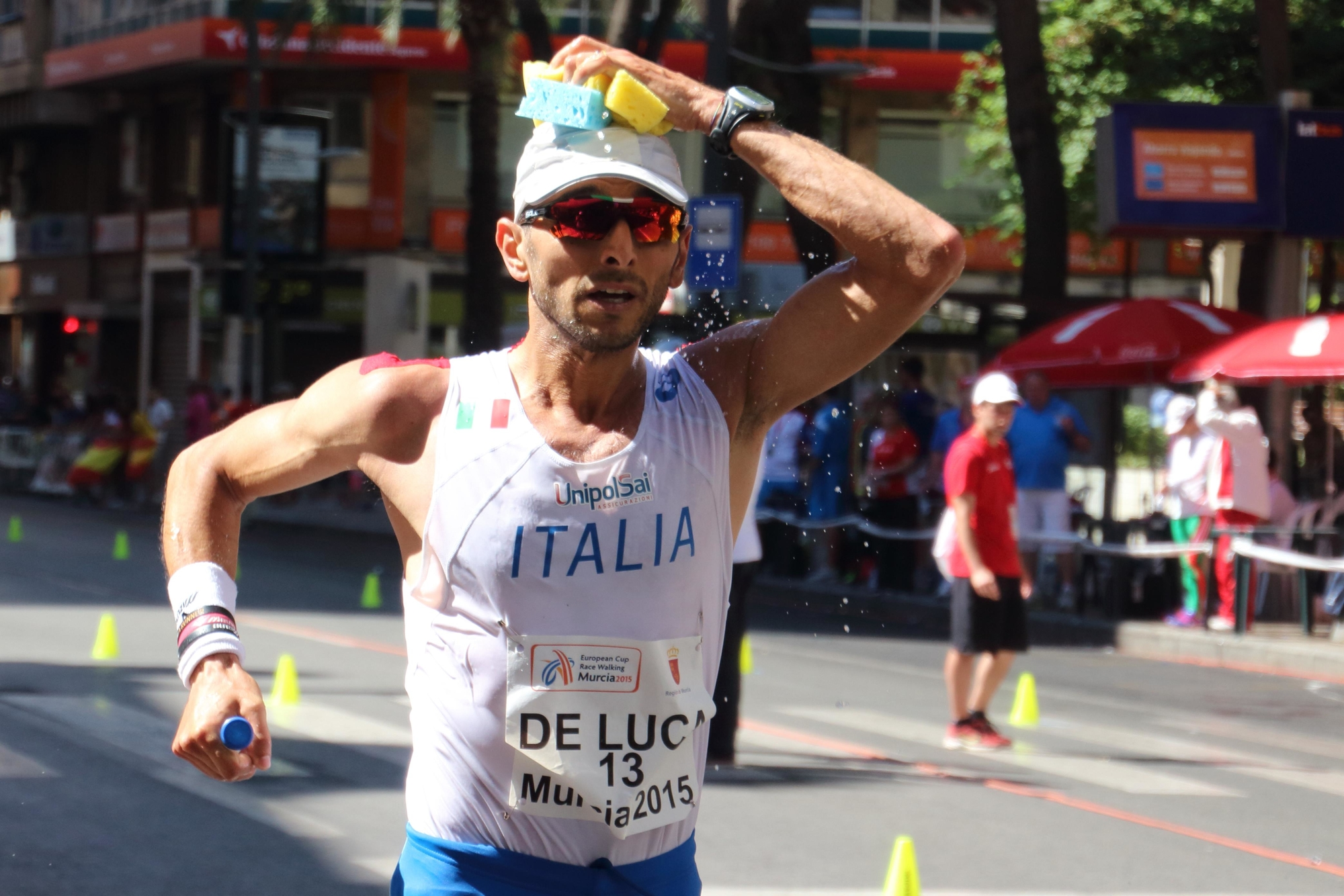
Marco De Luca erreichte Platz sieben
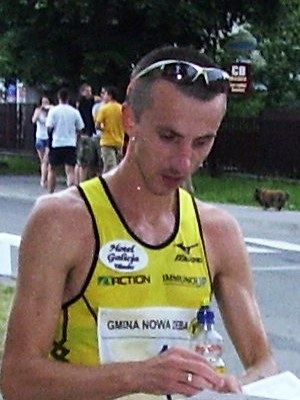
Grzegorz Sudoł kam auf den zehnten Platz
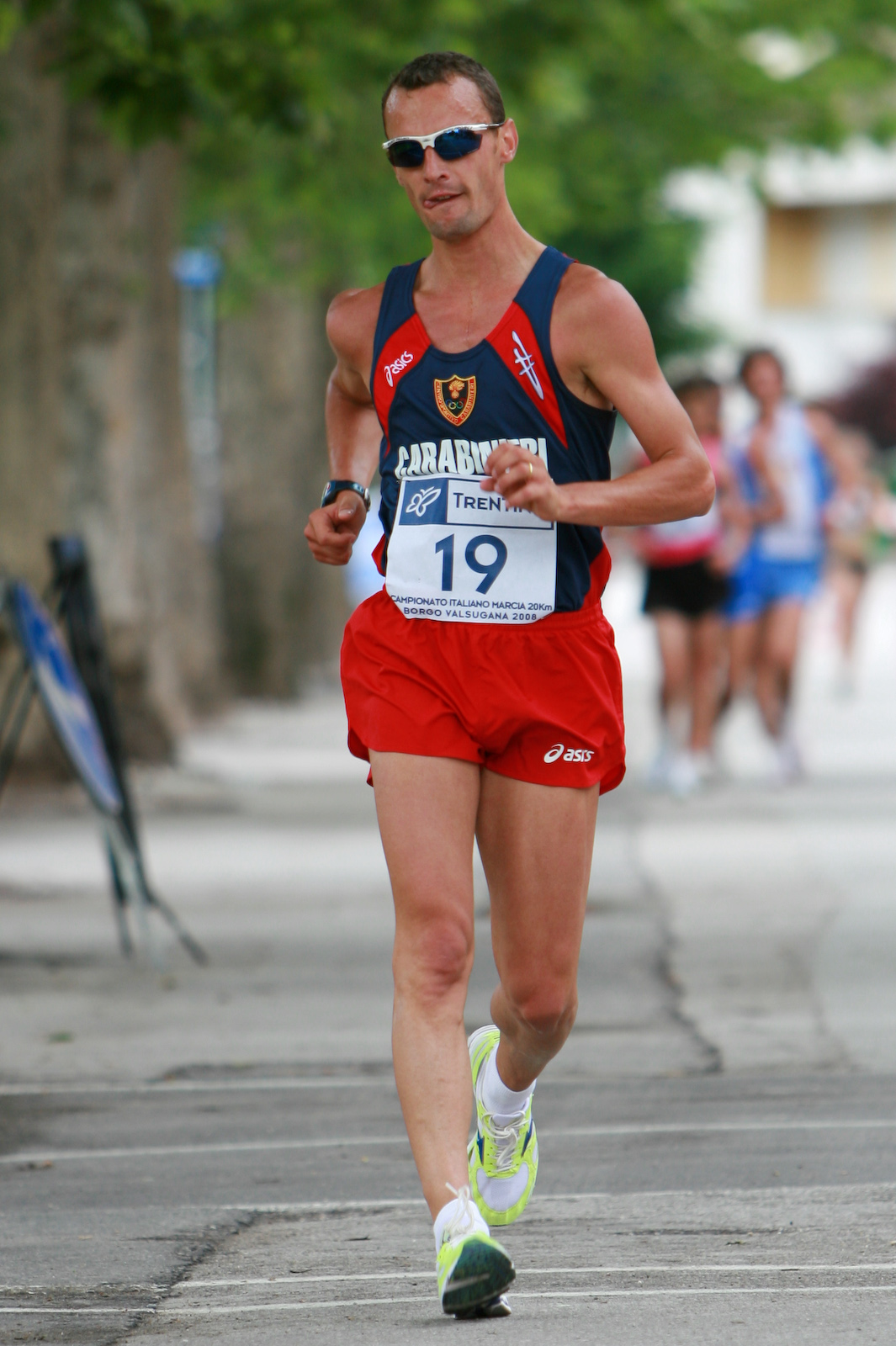
Diego Cafagna belegte Rang elf
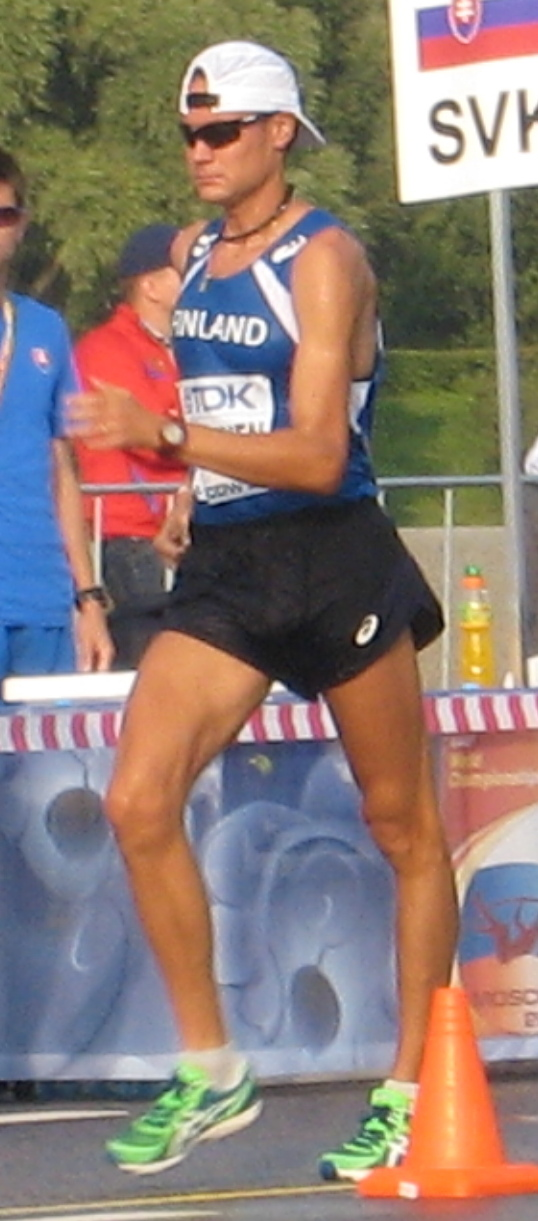
Jarkko Kinnunen wurde Vierzehnter
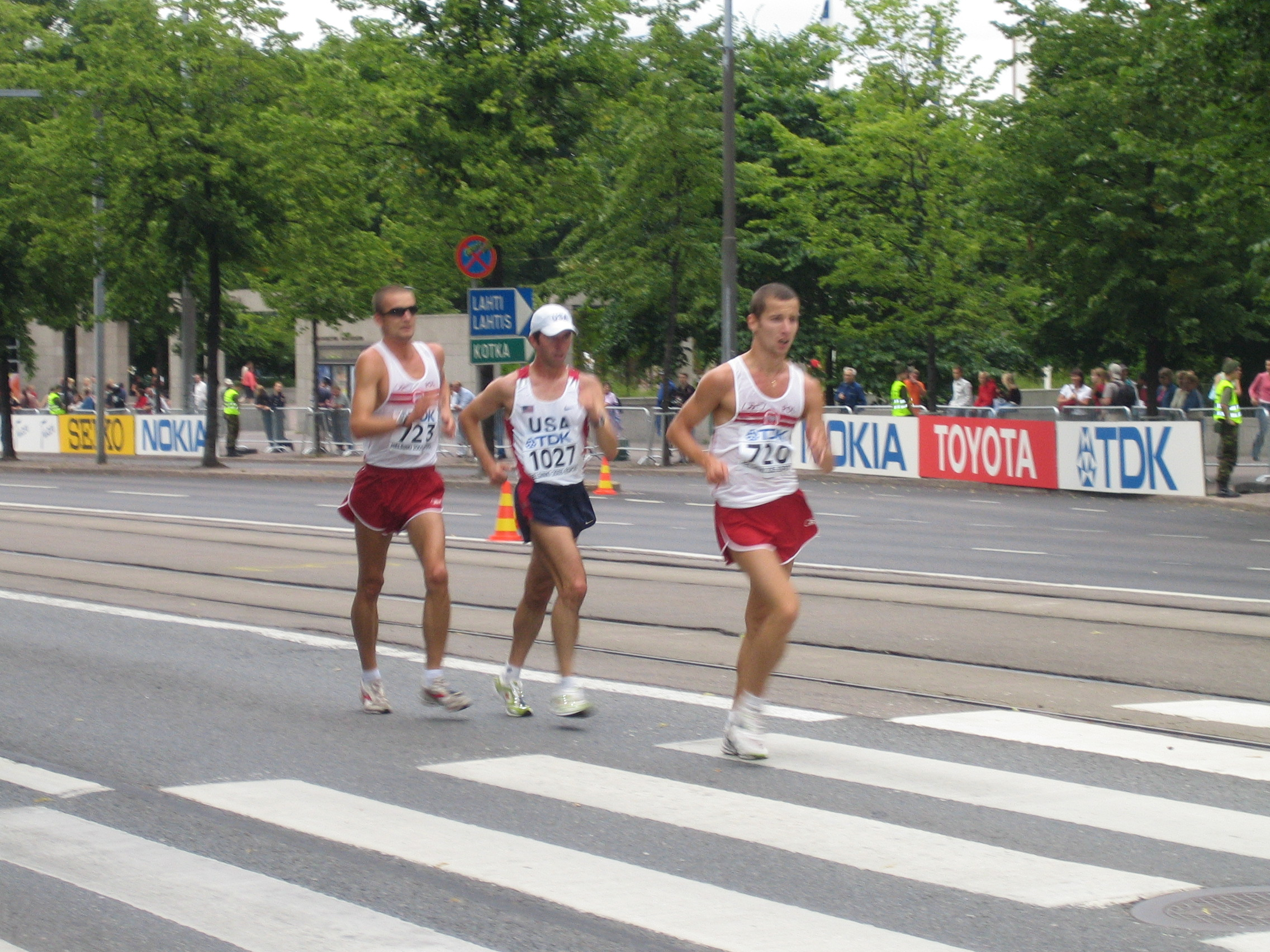
Kamil Kalka (hier an dritter Stelle) erreichte Platz siebzehn
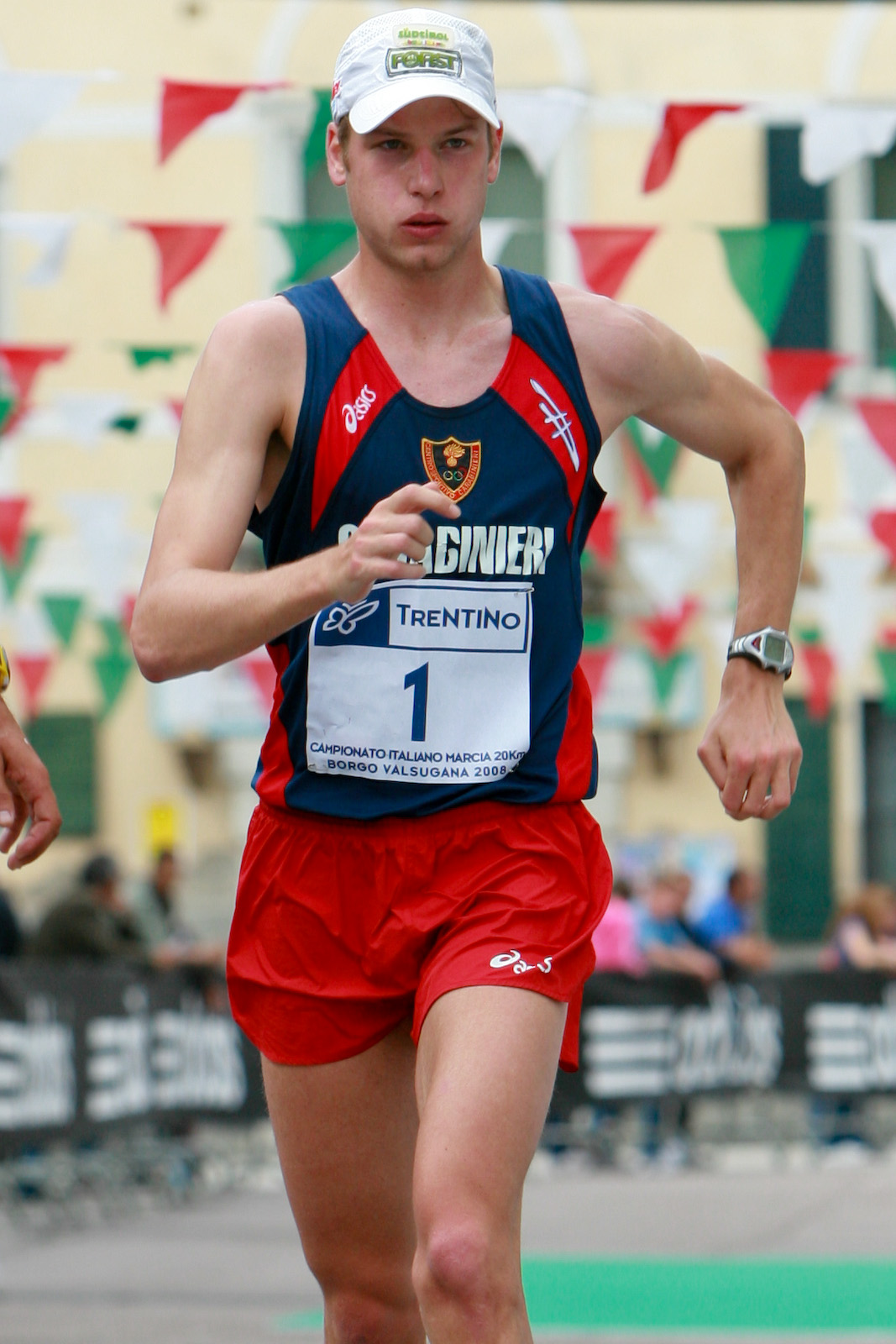
Alex Schwazer – Rennen nicht beendet
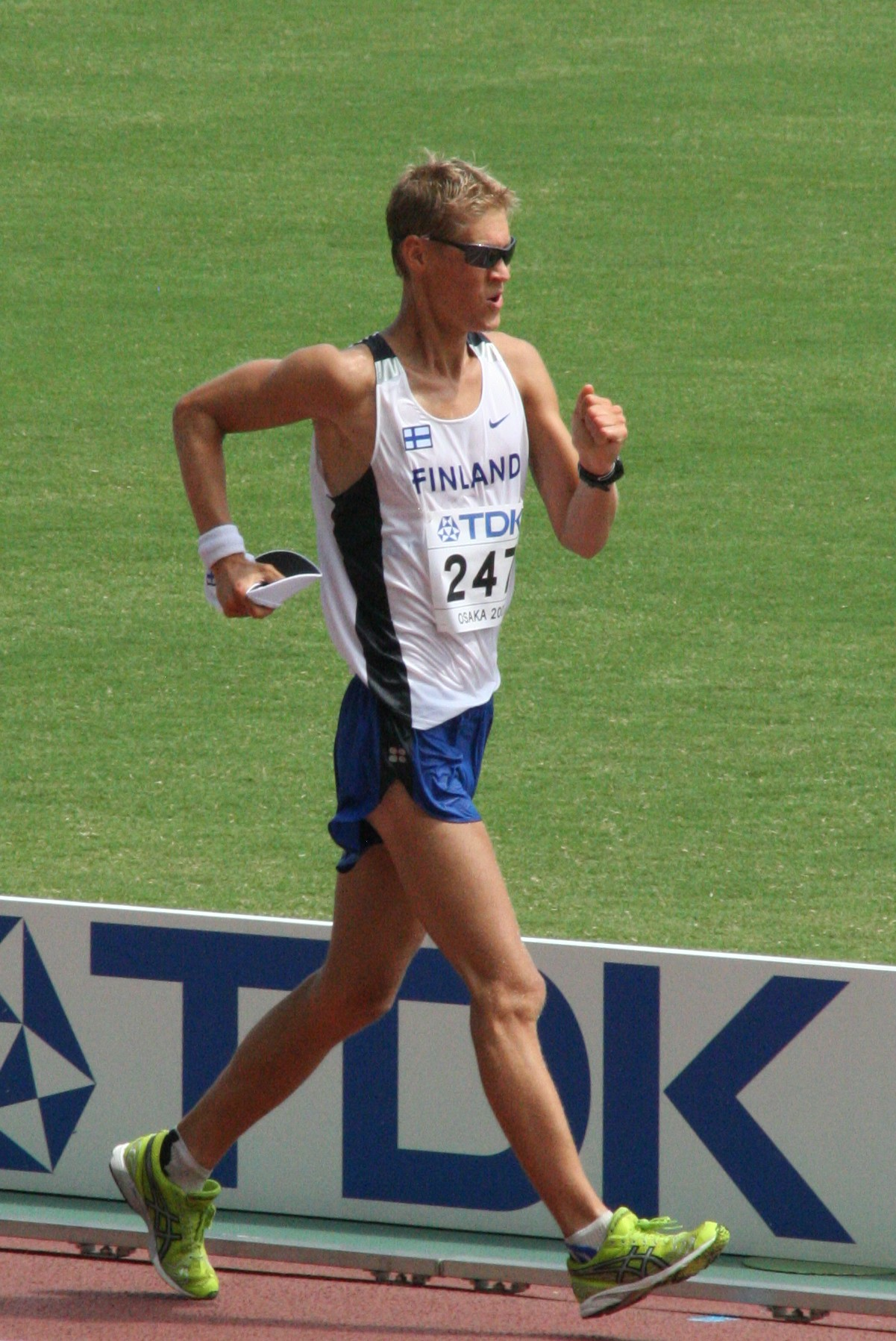
Antti Kempas – Rennen nicht beendet
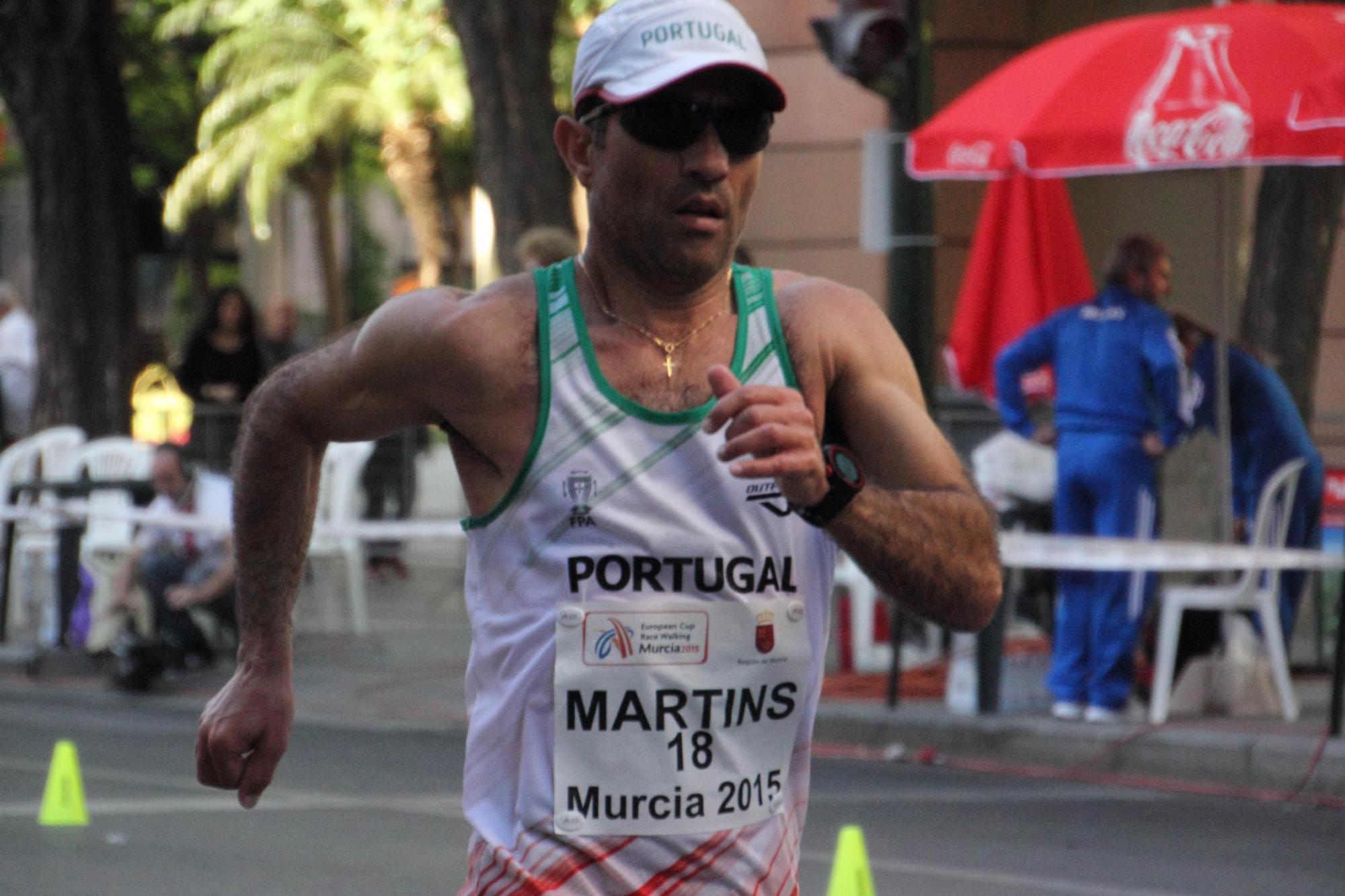
Pedro Martins – Rennen nicht beendet
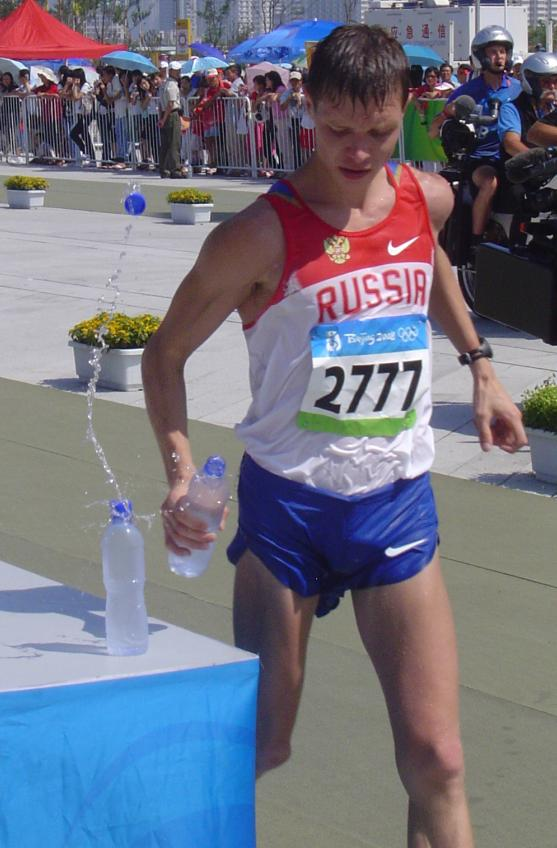
Denis Nischegorodow – disqualifiziert

## Videolink
- Campeonato de Europa Goteborg 2006, 50km marcha, youtube.com, abgerufen am 28. Januar 2023